# Konopki Małe
Konopki Małe – wieś w Polsce położona w województwie warmińsko-mazurskim, w powiecie giżyckim, w gminie Miłki.
W latach 1975–1998 miejscowość administracyjnie należała do województwa suwalskiego.
Zobacz gmina Małe Konopki.